# Soulitré
Soulitré ist eine französische Gemeinde mit 905 Einwohnern (Stand: 1. Januar 2022) im Département Sarthe in der Region Pays de la Loire. Sie gehört zum Arrondissement Mamers und zum Kanton Savigné-l’Évêque (bis 2015: Kanton Montfort-le-Gesnois). Die Einwohner werden Solutréens genannt.

## Geographie
Soulitré liegt etwa 19 Kilometer östlich von Le Mans. Umgeben wird Soulitré von den Nachbargemeinden Montfort-le-Gesnois im Norden und Nordwesten, Connerré im Norden und Nordosten, Nuillé-le-Jalais im Osten, Le Breil-sur-Mérize im Südosten, Ardenay-sur-Mérize im Süden sowie Saint-Mars-la-Brière im Westen.

## Bevölkerungsentwicklung
| Jahr                      | 1962 | 1968 | 1975 | 1982 | 1990 | 1999 | 2006 | 2013 |
| Einwohner                 | 481  | 475  | 410  | 389  | 500  | 560  | 652  | 650  |
| Quelle: Cassini und INSEE |      |      |      |      |      |      |      |      |

## Sehenswürdigkeiten

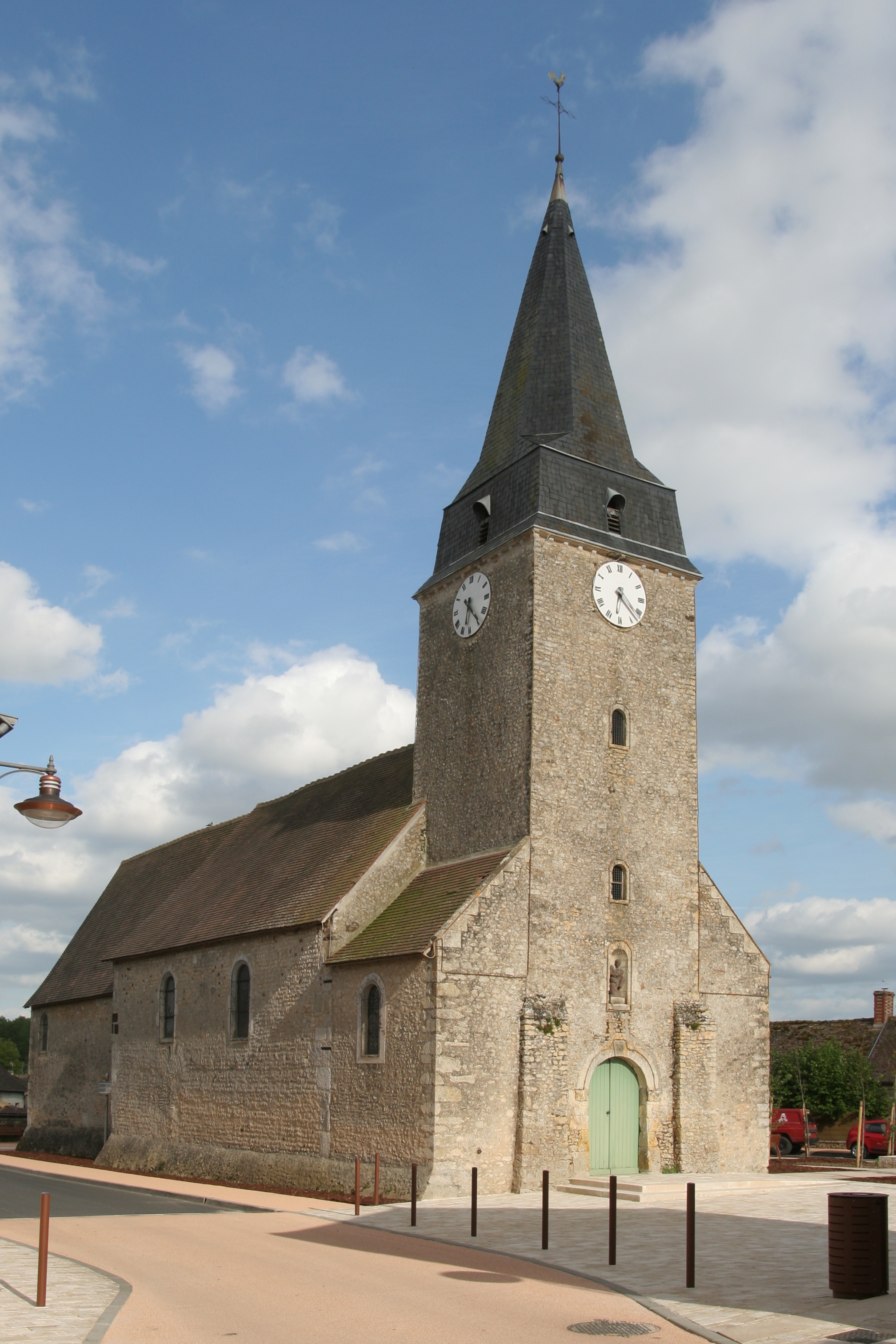
Kirche Saint-Martin

- Kirche Saint-Martin aus dem 16./17. Jahrhundert
- Schloss Brusson
- Schloss La Roche Breslay aus dem Jahre 1458